# Heinrich Kiepert
Johann Samuel Heinrich Kiepert, född den 31 juli 1818 i Berlin, död där den 21 april 1899, var en tysk geograf och kartograf.

## Biografi
Kiepert grundlade sitt anseende som kartritare genom den under Carl Ritters medverkan bearbetade Atlas von Hellas und den hellenischen Kolonien (1840-46, 24 blad). Senare studerade han i synnerhet Mindre Asien, vars västra delar var målet för flera studieresor (1841-42, 1870, 1886 och 1888), och utgav Karte von Kleinasien (1843-45, 6 blad), som vann det största erkännande och jämte hans Karte des Osmanischen Reichs in Asien (1844, 2 blad) bildade grundvalen för Mindre Asiens geografi. Nybearbetningar av den förra var Nouvelle carte générale des provinces asiatiques de l’Empire Ottoman (1884) och Spezialkarte vom westlichen Kleinasien (1892, 17 blad), av den senare Carte générale de l’Empire Ottoman (1892).
1845-52 hade Kiepert den tekniska ledningen av geografiska institutet i Weimar, utnämndes 1859 till extra ordinarie och 1874 till ordinarie professor i geografi vid universitetet i Berlin samt fick 1865 tillika anställning vid den statistiska byrån där.
1894 började utgivningen av hans Formos orbis antiqui, en stor atlas till gamla tidens historia (fortsattes, av sonen Richard Kiepert). Kieperts kartor värderades inte bara för sin stora korrekthet i teckning, utan även för stor noggrannhet i återgivandet av främmande namn. Han offentliggjorde även flera vetenskapliga avhandlingar, särskild rörande den gammalorientaliska geografin, i vetenskapliga akademins i Berlin "Monatsberichte" (han blev 1853 ledamot av denna akademi).

## Andra kartverk

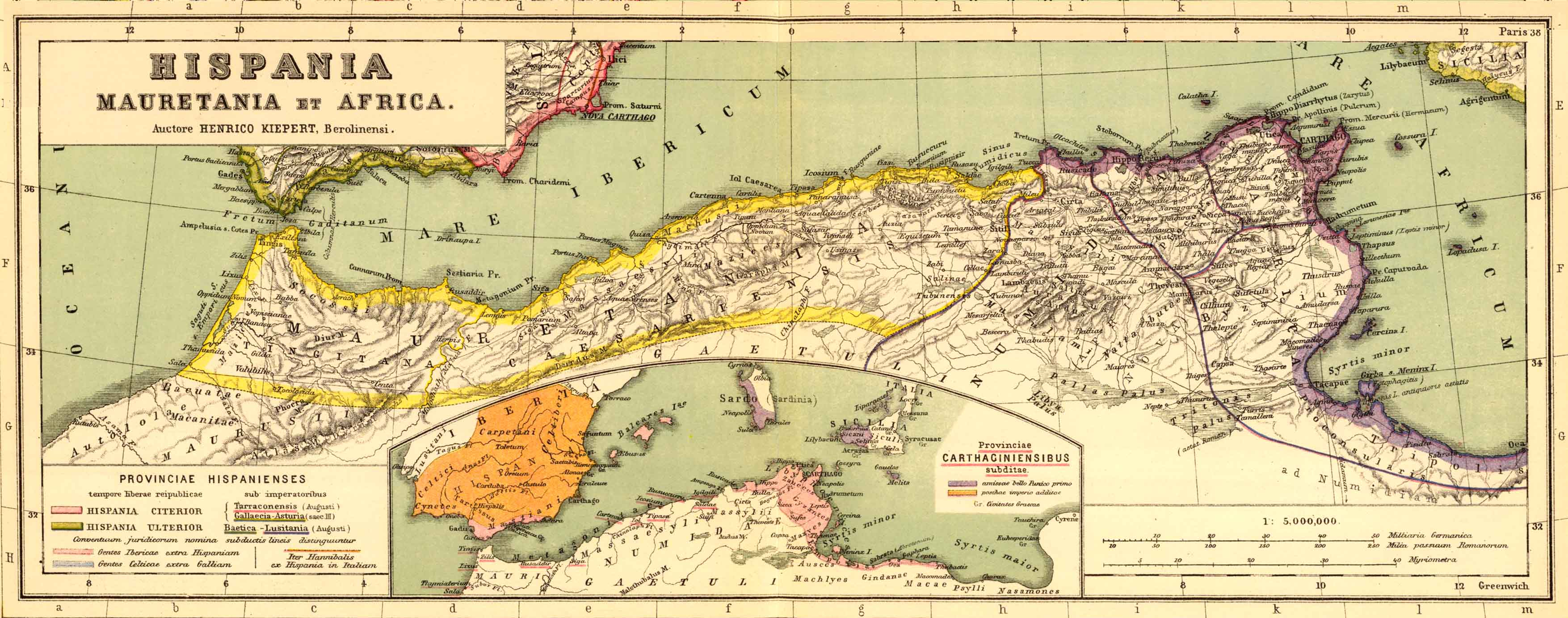
Del av Atlas antiquus

- Neuer Handatlas über alle Teile der Erde (1857-61, 45 blad)
- Atlas antiquus (många upplagor), som vunnit stor spridning
- Wandkarte von Palästina (1857, 8 blad)
- Specialkartor över olika delar av jorden
- Väggkartor och kartböcker för skolbruk
- Jordglober

## Skrifter
- Lehrbuch der alten Geographie (1877-78)
- Leitfaden der alten Geographie (1878)